# Eumida muriatica
Eumida muriatica är en ringmaskart som beskrevs av Eibye-Jacobsen 1992. Eumida muriatica ingår i släktet Eumida och familjen Phyllodocidae. Inga underarter finns listade i Catalogue of Life.